# .hk
.hk là tên miền quốc gia cấp cao nhất (ccTLD) của Hồng Kông. Được tạo ra vào năm 1990.
Cho đến năm 2004 có rất ít tên miền cấp 2 ở dưới.hk, vì nó chỉ cho phép đăng ký vào cấp 3. Dưới đây là những tên cấp 2 chính:
.com.hk - thương mại
.edu.hk - cơ quan giáo dục
.gov.hk - chính quyền
.idv.hk - cá nhân
.net.hk - nhà cung cấp dịch vụ mạng
.org.hk - tổ chức phi lợi nhuận
vì lý do lịch sử, những cơ sở sau được đăng ký tên miền cấp 2:
.ust.hk - Đại học Khoa học và Công nghệ Hồng Kông,
.hku.hk - Đại học Hồng Kông,
.cuhk.hk - Đại học Trung văn Hương Cảng (sau đó đổi thành .cuhk.edu.hk).
Tuy nhiên, vào năm 2004, đã có thể đăng ký tên miền cấp 2.hk, vì thế chúng sẽ nhanh chóng được phổ biến.